# Jiří Holenda
Jiří Holenda (7. června 1933 Písek – 28. srpna 2023) byl český matematik, vysokoškolský pedagog, emeritní rektor Západočeské univerzity v Plzni a člen zastupitelstva města Plzně.

## Život
Studoval na Matematicko-fyzikální fakultě Univerzity Karlovy v Praze, kterou zakončil v roce 1959. Po úspěšném absolvování působil nejdříve jako středoškolský učitel v Sušici, později se výrazně zapojil do plzeňského vysokoškolského prostředí. Od roku 1961 působil na Vysoké škole strojní a elektrotechnické (VŠSE) v Plzni, na konci roku 1989 byl jmenován jejím rektorem. Po vzniku Západočeské univerzity v roce 1991 byl pověřen jejím řízením, o rok později pak zde jmenován rektorem. Tuto funkci vykonával až do roku 1998. V roce 1989 spoluzakládal Občanské fórum na bývalé VŠSE a od roku 1991 byl členem Zastupitelstva města Plzně. V roce 1998 obdržel Pečeť města Plzně a na Brunel University v Londýně mu byl udělen čestný titul Degree of Doctor of Science Honoris Causa. Roku 2016 vstoupil do Dvorany slávy hejtmana Plzeňského kraje. Kromě toho se věnoval i dalším aktivitám, společně s dalšími se zasloužil o vznik Techmanie, Mezinárodní letní jazykové školy, Dnů vědy a techniky a dalších vzdělávacích institucí.

## Osobní život
Jiří Holenda se v roce 1961 oženil, jeho manželka Jitka (rozená Řeháčková) pracovala jako učitelka na plzeňském gymnáziu na Mikulášském náměstí. Mají dva syny, Tomáše (narozen 1962) a Michaela (narozen 1963), a dceru Petru (narozena 1977).[zdroj?]

## Výběr z díla
- HOLENDA, Jiří. Lineární algebra. 1. vyd. Praha: ČVUT, 1978. 210 s.
- HOLENDA, Jiří. Zobecněné inverzní matice: Některé vlastnosti a numerické metody. Plzeň: [s.n.], 1982. 19 s.
- HOLENDA, Jiří. Řady: celost. vysokošk. příručka pro skupinu techn. stud. oborů. 1. vyd. Praha: SNTL, 1990. 204 s. Matematika pro vysoké školy technické; seš. 12. .
- HOLENDA, Jiří. O maticích. 1. vyd. Plzeň: Vydavatelský servis, 2007. 227 s. .